# 青山幸成
青山幸成（日语：／ Aoyama Yoshinari，1586年—1643年4月4日）是日本安土桃山時代至江戶時代前期的武將、大名。遠江國掛川藩藩主、攝津國尼崎藩初代藩主。郡上藩青山家初代。父親是青山忠成。

## 生平
在天正14年（1586年）於濱松出生，家中四男。父親忠成是德川氏的譜代家臣。慶長4年（1599年），元服並成為德川秀忠的近侍。慶長7年（1602年），被賜予下總國印旛郡5百石。慶長19年（1614年），參加大坂之陣。元和5年（1619年），被任命為書院番頭、小姓、十人組頭、評定眾，並被賜予常陸國新治郡、筑波郡等1萬石，成為總共1萬3千石的大名。
寬永10年（1633年）2月3日，加增移封至遠江國掛川藩2萬6千石。寬永12年（1635年）7月28日，加增移封至攝津國尼崎藩5萬石。為了確立藩政的基礎，招聘儒者並鼓勵文學，制定大庄屋制度，積極開發新田，開發增加出4千石。寬永17年（1640年），擔任傳達讃岐國高松藩藩主生駒高俊改易的使者。寬永19年（1642年）4月，協助松平賴重入封高松藩。
在同年8月病倒。寬永20年（1643年）1月，受第3代將軍德川家光探望。把3千石分予次男幸通、2千石分予三男幸正、1千石分予四男幸高，建立青山3個分家。在同2月16日死去。享年59歲。家督由長男幸利繼承。

## 外部連結
- 武家家伝＿青山氏 （页面存档备份，存于）